# Бадел, Мариян
Мариян Славкович Бадел (серб. Маријан Славке Бадел / Marijan Slavke Badel; 3 июля 1920, Копривница — 22 июня 1944, Света-Яна) — югославский студент, партизан Народно-освободительной войны, Народный герой Югославии.

## Биография
Родился 3 июля 1920 года в Копривнице в богатой торговой семье. Его отец и дядя были владельцами завода по производству алкогольных напитков, располагавшемся в Сесвете близ Загреба. Мариян учился в Загребе, школу окончил с отличием в 1935 году на острове Крк.
После окончания школы Мариян поступил в экономическую школу Загреба, где познакомился с идеями революционного движения. За время обучения часто контактировал с молодыми рабочими на фабрике отца. Оказывал им материальную и моральную поддержку, в 1939 году впервые организовал стачку. В 1939-1941 Бадел-младший оказывал поддержку попавшим в плен интербригадистам и способствовал их возвращению на родину.
В 1941 году, вступив в Коммунистическую партию Югославии, Мариян параллельно вступил добровольцем в антифашистское движение Югославии, начав войну против немецких и итальянских оккупантов. Нёс службу изначально в Загребско-Сесветском партизанском отряде, а также являлся членом Загребского горкома КПЮ. Часто он выполнял разнообразные задания командования и часто попадался в руки полиции, однако его родственники успешно подкупали полицаев, которые соглашались отпустить незадачливого партизана.
В декабре 1941 года Мариян отправился в Хорватское Приморье, зимой 1941—1942 годов он добрался до Горского котара, где был принят в местный партизанский отряд. В октябре 1942 года он вошёл в состав 13-й пролетарской ударной бригады имени Раде Кончара, где служил как пулемётчик. Довольно быстро Бадел возглавил батальон той бригады, однако пробыл в ней недолго: из-за серьёзной болезни он отправился в Жумберацко-Покупский партизанский отряд, где долгое время лечился на природе. Продолжил службу Бадел в качестве политрука Туропольско-Посавского отряда и Оперативного штаба Жумберака и Покупье.
Бадел участвовал в разных вооружённых столкновениях, в число которых вошло уничтожение немецкого склада боеприпасов в деревне Сопница. Это состоялось в декабре 1943 года, когда партизаны обнаружили склад боеприпасов, на котором хранилось около 8,5 т патронов и снарядов. Вечером 18 декабря три группы, разоружив усташский пехотный полк и эвакуировав всё местное население, разместили взрывчатку в четырёх зданиях, которая сработала примерно в 00:55. В знак мести за это усташи 20 декабря повесили в загребском районе Дубрава 16 антифашистов.
В январе 1944 года по распоряжению штаба Жумберацко-Посавской зоны была сформирована бригада имени Франьо Огулинаца, куда вошли ветераны Гражданской войны в Испании, и Бадел как оказывавший помощь ветеранам войны был назначен там политруком. С бригадой он участвовал в атаке на вражеские позиции близ Голи-Брега и Брезовицы. После взятия Плешивицы бригада получила звание ударной. Мариян Бадел пал в бою при селе Света-Яна 22 июня 1944.
Указом Председателя Антифашистского вече народного освобождения Югославии от 6 июля 1944 Марияну Баделу было посмертно присвоено звание Народного героя Югославии.